# Гиджет Гейн
Ги́джет Гейн (Гин; англ. Gidget Gein); наст. имя — Брэ́дли Марк Стю́арт (англ. Bradley Mark Stewart); 11 сентября 1969, Холливуд, Флорида — 8 октября 2008 или 9 октября 2008, Бербанк, Калифорния) — американский музыкант и актёр. Играл на бас-гитаре в группе Marilyn Manson с 1990 до 1993 года а затем в Gidget Gein и Dali Gaggers. Свой псевдоним Брэдли составил из имён девушки-сёрфера Гиджет и серийного убийцы Эда Гина.

## Ранние годы
Брэдли Стюарт родился 11 сентября 1969 в Голливуде, штат Флорида, в семье учителя католической школы и офицера полиции. Поскольку его родители собирались разводиться, его характер формировался детскими шоу 70х, фильмами для автомобилистов и радио. В это время игре на гитаре его учил католический священник. В середине 80х Стюарт был замечен как модель популярной одежды и музыкант местных коллективов, а на досуге был эффектным провокатором на концертах рок-групп.

## Карьера
Характер Стюарта, стиль, и репутация стали основой образа воплощённого Брайаном Уорнером в «Marilyn Manson». Поскольку они стали более близкими друзьями, личности Брэдли и Брайена выражались через забавные идеалы — Гиджет Гейн и Мэрилин Мэнсон. Персональный стиль, влияние, и поведение каждого участника были проявлены в группе «Marilyn Manson and The Spooky Kids» на южно-флоридской музыкальной сцене и в конечном счете привлекли внимание тогда очень известного Трента Резнора.
В 1992 группа сокращает своё название до «Marilyn Manson» и приобретает локальную популярность. Персона Стюарта становится более хаотичной из-за обширного употребления наркотиков, демонстраций бисексуальной привязанности и других различных актов распущенности. В Сочельник 1993 года, обнаружив себя в больничной койке после передозировки героина, он получил письмо от самого Мэнсона: «Больше не нужен». На его место взяли Джорди Уайта (aka Твигги Рамирес).
Стюарт переехал в Нью-Йорк, где помогал многим художникам и актёрам. Поскольку его собственные идеи стали накапливаться, он сформировал группу «Dali Gaggers». Исследуя флаеры, лирику, и пропаганду в «Dali Gaggers», очевидно, что Стюарт оказывал основное влияние в более ранних афишах, флаерах, и лирике группы «Marilyn Manson and The Spooky Kids». Незадолго до выхода первого альбома «Dali Gaggers» под названием «Confessions of a Spooky Kid», Стюарт вернулся во Флориду, чтобы лечиться от наркомании. За годы лечения он продолжал накапливать идеи и образы.
В 2004 году Стюарт, заручившись поддержкой друзей и поклонников, открывает свои выставки и показы мод в Голливуде. Он создавал одежду и скульптуры, писал книги и музыку.

## Смерть
После долгого воздержания от наркотиков, 9 октября 2008 года Брэдли Стюарт умер от передозировки героина в своём доме (Бербанк (Калифорния)). Тело было обнаружено через несколько дней.

## Дискография
- Marilyn Manson and the Spooky Kids, Grist-O-Line (1990)
- Marilyn Manson and the Spooky Kids, Big Black Bus (1990)
- Marilyn Manson and the Spooky Kids, After School Special (1991)
- Marilyn Manson and the Spooky Kids, Lunchbox (1991)
- Marilyn Manson and the Spooky Kids, Live As Hell (1991)
- Marilyn Manson and the Spooky Kids, The Family Jams (1992)
- Marilyn Manson and the Spooky Kids, Refrigerator (1992)
- Marilyn Manson, Portrait of an American Family (1994)
- Marilyn Manson, Antichrist Superstar (1996)
- Dali Gaggers, Just AdNauseam (1998)
- Marilyn Manson and the Spooky Kids, Lunch Boxes & Choklit Cows (2004)
- Gidget Gein, Suspension of Misbelief (2007)
- Gidget Gein, Law of Diminishing Return (2007)
- Gidget Gein, Rig Demos (2007)

## Фильмография
| Год  |   | Русское название   | Оригинальное название | Роль                    |
| ---- | - | ------------------ | --------------------- | ----------------------- |
| 2006 | ф | Три испытания      | The Three Trials      | Обедающий               |
| 2007 | ф | Дьявольская муза   | The Devil's Muse      | Детектив Джеффри Моерир |
| 2009 | ф | В спиральном штате | In a Spiral State     | Эйви                    |

Стюарта можно заметить в видео «Demystifying the Devil: Biography Marilyn Manson», видеокомпиляции God Is in the TV и видеоклипе (s)AINT (в роли трансвестита).